# Георги Мечконев
Георги Василев Мечконев е български офицер (полковник), революционер, доброволец в Българското опълчение и помощник-началник на щаба на Западния корпус по време на Сръбско-българската война (1885).

## Биография
Георги Мечконев е роден на 20 април 1858 г. в Пирот. Взема участие в националноосвободителното движение като близък съратник на Тодор Каблешков и член на местния таен революционен комитет. По-късно Георги Мечконев става учител в родния си град, а през 1877 година емигрира във Влашко. По време на Руско-турската война (1877 – 1878) Мечконев е доброволец в 3-та рота от 4-та опълченска дружина. Участва в сраженията при Шипка и за бойни заслуги е произведен в чин унтерофицер.
След Освобождението, от 1 май 1878 г. Георги Мечконев служи в 20-а пеша дружина на Българската земска войска, след което постъпва в първия випуск на Военното училище в София и завършва на 10 май 1878 г. с чин подпоручик. На 9 юли 1881 го е произведен в чин поручик, след което през 1883 г. учи Николаевската академия в Санкт Петербург Русия.

### Сръбско-българска война (1885)
По време на Сръбско-българската война (1885) Мечконев е щабен капитан. На 9 септември 1885 г. е назначен за „адютант по хозяйствената част“ в Главната квартира, а на 8 октомври – за офицер за особени поръчки при Западния корпус и помощник-началник на щаба на Западния корпус, на която длъжност остава до края на Сливнишкото сражение. Участва в разузнаването и отблъскването на противника още в първите дни на войната (2 – 4 ноември).
След войната, от 1888 г. командва 5-и пехотен Дунавски полк, на 1 април 1887 г. е произведен в чин майор, на 2 август 1891 г. е произведен в чин подполковник и същата година назначен за командир на 11-и пехотен Сливенски полк, а на 2 август 1895 г. е произведен в чин полковник. Георги Мечконев служи като началник-щаб на 2-ра пеша бригада, командир на 2-ра пеша бригада и Инспектор на пехотата. На 3 юни 1899 г. преминава в запас.
Полковник Георги Мечконев умира на 10 октомври 1930 г. в Свищов.

## Военни звания
- Прапоршчик (10 май 1879)
- Подпоручик (1 ноември 1879, преименуван)
- Поручик (9 юли 1881)
- Капитан (9 септември 1885)
- Майор (1 април 1887)
- Подполковник (2 август 1891)
- Полковник (2 август 1895)

## Награди
- Орден „За храброст“ IV степен
- Орден „Св. Александър“ II и III степен
- Орден „За заслуга“